# Воробйов Павло Федотович
Павло Федотович Воробйов (нар. 1908, станиця Іванівська, тепер Краснодарського краю, Російська Федерація — ?) — український радянський діяч, голова виконавчого комітету Ворошиловградської міської ради депутатів трудящих Ворошиловградської області. Депутат Верховної Ради УРСР 2-го скликання.

## Біографія
Народився у родині робітника. Трудову діяльність розпочав у 1922 році, працюючи за наймом у кустарів міста Краснодара. З 1924 по 1928 рік навчався і працював у другій Краснодарській професійно-технічній школі.
У 1928—1930 роках — столяр і модельник Краснодарського машинобудівного заводу імені Сталіна. Працюючи на заводі, одночасно навчався на вечірньому відділенні Кубанського індустріального технікуму.
У 1930—1935 роках — студент Харківського інженерно-економічного інституту, здобув спеціальність інженера-економіста.
Член ВКП(б) з 1931 року.
У 1935—1939 роках — старший інженер-економіст, начальник планово-виробничого відділу, секретар первинної партійної організації Ворошиловградського паровозобудівного заводу імені Жовтневої революції.
У 1939 — квітні 1941 року — завідувач промислового відділу Ворошиловградського обласного комітету КП(б)У. У квітні 1941 — вересні 1942 року — завідувач відділу легкої і місцевої промисловості Ворошиловградського обласного комітету КП(б)У.
Під час німецько-радянської війни, з 1942 по 1943 рік, перебував у розпорядженні Українського штабу партизанського руху.
У 1943 — серпні 1946 року — заступник секретаря Ворошиловградського обласного комітету КП(б)У по легкій і місцевій промисловості; заступник голови виконавчого комітету Ворошиловградської обласної ради депутатів трудящих.
У серпні 1946 — січні 1948 (фактично до 1 серпня 1947) року — голова виконавчого комітету Ворошиловградської міської ради депутатів трудящих Ворошиловградської області.
З початку 1950-х років — завідувач промислового відділу ЦК КП(б) Молдавії. З листопада 1954 року — завідувач промислово-транспортного відділу ЦК КП Молдавії.

## Нагороди
- орден Вітчизняної війни ІІ ст. (6.04.1985)
- медаль «За перемогу над Німеччиною у Великій Вітчизняній війні 1941—1945 рр.»
- медаль «За доблесну працю у Великій Вітчизняній війні 1941—1945 рр.»
- медалі